# Cantone di Tourlaville
Il Cantone di Tourlaville è una divisione amministrativa dell'arrondissement di Cherbourg.
A seguito della riforma approvata con decreto del 25 febbraio 2014, che ha avuto attuazione dopo le elezioni dipartimentali del 2015, è passato da 5 a 4 comuni.

## Composizione
I 5 comuni facenti parte prima della riforma del 2014 erano:
- Bretteville
- Digosville
- La Glacerie
- Le Mesnil-au-Val
- Tourlaville

Dal 2015 i comuni appartenenti al cantone sono i seguenti 4:
- Bretteville
- Digosville
- Le Mesnil-au-Val
- Tourlaville